# Михайлишин Петро Степанович
Михайлишин Петро Степанович («Влодко», «Влодко II», «Липа», «Чабан», «Хорт»; 21.05.1921, с. Лопушна Перемишлянського р-ну Львівської обл. – 20.12.1951, біля с. Старі Стрілища Жидачівського р-ну Львівської обл.) – лицар Бронзового хреста заслуги УПА.

## Життєпис
Член ОУН. Учасник збройного підпілля ОУН із літа 1944 р. Стрілець СКВ (3.08.-3.12.1944), охоронець Головного Командира УПА Романа Шухевича – «Тараса Чупринки» (3.12.1944-04.1945). У березні 1945 р. з групою охоронців скерований на Закерзоння для підготовки запасного укриття для Головного Командира УПА. Стрілець боївки зв’язку (04.1945-10.1947) і одночасно співробітник техзвена (літо 1946 – 09.1947) при Крайового проводу ОУН Закерзоння, охоронець Р. Шухевича (10.1947-03.1950), а відтак керівників Львівського крайового проводу ОУН Осипа Дяків – «Наума» (03.-11.1950) та Євгена Пришляка – «Яреми» (весна-осінь 1951). Загинув у бою з облавниками. Відзначений Бронзовим хрестом заслуги (5.12.1947). 